# Joseph Morgan
Joseph Morgan (* 16. května 1981 jako Joseph Martin) je anglický herec. Hrál v seriálu Upíří deníky postavu původního upíra Klause a později i hlavní roli v seriálu The Originals. Ve snímku Válka Bohů si zahrál roli Lysandera.

## Život
Narodil se v Londýně v Anglii, poté žil 11 let v městě Swansea. Chodil na Morriston Comprehensive School a pak se opět jako náctiletý přestěhoval do Londýna, kde začal studovat Central School of Speech and Drama.

## Kariéra
Poprvé se v televizi objevil v první sérii seriálu Hex jako Troy a dále se objevil ve vedlejších rolích ve filmech Alexander and Master and Commander: The Far Side of the World a v minisérii BBC s názvem The Line of Beauty. Také se objevil v televizním seriálu Doktor Martin, Casualty a zahrál si roli Williama v Mansfield Park spolu s Billie Piper. V roce 2010 hrál titulní roli v minisérii Ben Hur, která se vysílala v USA a Kanadě.
První větší roli si zahrál až ve dvaadvaceti letech ve filmu Master & Commander: Odvrácená strana světa. V roce 2003 se objevil v uznávaném filmu Jindřich VIII., po boku slavné Heleny Carter jako Anny Boleynové, díky čemuž mohl naplno nastartovat svoji hereckou kariéru.
V letech 2004 až 2007 ztvárnil role hned v několika seriálech jako například Troye v Hex , Micka Mableyho v Doktoru Martinovi, či Jaspera v BBC sérii The Line of Beauty a Alfieho v Kenneth Williams: Fantabulosa! Dále se pak ještě objevil ve filmech Alexander Veliký s Angelinou Jolie a Anthonym Hopkinsem, jako Philotas nebo ve filmech Pan Osamělý, Ben Hur, Válka Bohů, či Angels Crest.
V roce 2009 dostal roli Klause Mikaelsona v seriálu Upíří deníky, díky níž byl v letech 2011–2013 nominován v Teen Choice Awards na Největšího televizního zloducha.
Od roku 2013 hraje v seriálu The Originals, který volně navazuje právě na Upíří deníky.
Zanedlouho by se měli v kinech objevit jeho další filmy Warhouse a Open Grave.
Joseph Morgan režíroval vlastní film Revelation (2013), kde si zahrála jeho kolegyně z Upířích deníků a budoucí manželka Persia White.

## Osobní život
Joseph podporuje charitativní organizaci Positive Women.
5. července 2014 se na Jamajce oženil s herečkou Persiou Whiteovou, která již předtím byla vdaná za Saula Williamse, s nímž se po roce vztahu rozvedla. S Persiou se setkal při natáčení Upířích deníků, kde ztvárnila matku Bonnie Benettové (Kat Graham).

## Filmografie

### Film
| Rok  | Název                                      | Role            | Poznámky                                                  |
| ---- | ------------------------------------------ | --------------- | --------------------------------------------------------- |
| 2003 | Eroica                                     | Matthias        |                                                           |
| 2003 | Jindřich VIII.                             | Thomas Culpeper |                                                           |
| 2003 | Master & Commander: Odvrácená strana světa | William Warley  |                                                           |
| 2004 | Alexander Veliký                           | Philotas        |                                                           |
| 2006 | Kenneth Williams: Fantabulosa!             | Alfie           |                                                           |
| 2007 | Mansfieldské panství                       | William Price   |                                                           |
| 2007 | Pan Osamělý                                | James Dean      |                                                           |
| 2011 | Angels Crest                               | Rusty           |                                                           |
| 2011 | The Grind                                  | Paul            |                                                           |
| 2011 | Válka Bohů                                 | Lysander        |                                                           |
| 2011 | With These Hands                           | George          | krátkometrážní film, také producent a scenárista          |
| 2013 | Revelation                                 | —               | režisér, scenárista, krátkometrážní film                  |
| 2013 | Open Grave                                 | Nathan          |                                                           |
| 2013 | War House                                  | A.J. Budd       |                                                           |
| 2014 | 500 Miles North                            | James Hogg      |                                                           |
| 2015 | Desiree                                    | Eric Ashworth   |                                                           |
| 2017 | Carousel                                   | Kit             | také scenárista, režisér a producent, krátkometrážní film |

### Televize
| Rok       | Název              | Role              | Poznámky                                                             |
| --------- | ------------------ | ----------------- | -------------------------------------------------------------------- |
| 2002      | Spooks             | reverend Parr     |                                                                      |
| 2004      | Hex                | Troy              | 5 dílů                                                               |
| 2005      | William and Mary   | Callum            | 3 díly                                                               |
| 2006      | The Line of Beauty | Jasper            | díl: „To Whom Do You Beautifully Belong“                             |
| 2007      | Tichý svědek       | Matthew Williams  | 2 díly                                                               |
| 2007      | Doktor Martin      | Mick Mabley       | 5 dílů                                                               |
| 2008–09   | Casualty           | Tony / Tony Reece | 8 dílů                                                               |
| 2010      | Ben Hur            | Judah Ben-Hur     | 2 díly                                                               |
| 2011–2016 | Upíří deníky       | Klaus Mikaelson   | vedlejší role (2. řada), hlavní role (3.–4. řada), host (5.–7. řada) |
| 2013–2018 | The Originals      | Klaus Mikaelson   | hlavní role, 90 dílů, také režisér (2 díly)                          |
| 2019      | Animal Kingdom     | mladý Jed         | 3 díly                                                               |
| —         | Gone Baby Gone     | Patrick Kenzie    | TV film                                                              |
| —         | Brave New World    | CJack60           | hlavní role                                                          |